# Sara Corner
Sara Corner (सारा जगत) (Bangalore, ...) è una modella indiana, incoronata Femina Miss India World 2001.
Ha inoltre rappresentato l'India a Miss Mondo 2001, concorso tenuto in Sudafrica, dove però la modella non è riuscita a qualificarsi.